# 견존
견존(甄尊, ? ~ ?)은 전한 말기의 관료로, 자는 소공(少公)이며 경조윤 두릉현(杜陵縣) 사람이다.

## 행적
건시 2년(기원전 31년), 하동태수에서 경조윤으로 승진하였으나 2년 후 하남태수로 좌천되었다.
양삭 원년(기원전 24년), 하내태수에서 우부풍으로 승진하였다.
양삭 3년(기원전 22년), 태복으로 승진하였다.

## 출전
- 반고, 《한서》 권19하 백관공경표 下

| 전임 송평 | 전한의 경조윤 기원전 31년 ~ 기원전 29년 | 후임 왕존 (대행) |

| 전임 왕상 | 전한의 우부풍 기원전 24년 ~ 기원전 22년 | 후임 순우신 |

| 전임 사주국 | 전한의 태복 기원전 22년 ~ 기원전 21년? | 후임 봉신 |